# 독서당계회도
독서당계회도(讀書堂契會圖)는 선조 3년(1570년)경 독서당에서 사가독서(賜暇讀書)하던 문신들의 계회를 기념하기 위해 그린 기록화이다. 독서당은 조선시대 문인관료들의 연구 기구이며, 계회도는 일반적으로 문인들이 친목을 도모하고 풍류를 즐기기 위해 모임을 갖고 이를 기념하기 위해 그려졌다.

## 구성 및 내용
화면 상단에는 '독서당계회도(讀書堂契會圖)'라는 제자(題字)가 전서체(篆書體)로 단아하게 적혀있고 중단에는 계회가 열렸을 독서당이 한강 너머 산자락에 그려져 있으며 그 하단에는 계회 참석자들의 이름과 자·호·본관, 당시 품계와 관직 등의 좌목(座目)이 적혀 있어 계회도의 일반적인 삼단형식이 잘 지켜져 있다. 좌목에 적혀있는 참석자는 윤근수(尹根壽)·정유일(鄭惟一)·정철(鄭澈)·구봉령(具鳳齡)·이이(李珥)·이해수(李海壽)·신응시(辛應時)·홍성민(洪聖民)·유성룡(柳成龍) 등 9인으로 역사적으로 잘 알려져 있는 명신들이 참여했던 계회였음을 알 수 있다.
독서당계회도는 누가 그렸는지는 알 수 없으나 한강 동호의 두모포에 있던 독서당을 비교적 가까운 곳에서 조망하고 있는 작품이다. 강 위에는 여러 척의 배들이 줄지어 떠 있고 그 뒤의 산세는 화면 왼쪽으로 치우쳐 있다. 소나무 숲이 형성되어 있는 산자락에는 독서당이 그려져 있고 그 독서당의 왼쪽 건물에는 문신들이 앉아있다. 그 외에 독서당을 향하고 있는 나귀 탄 선비 그리고 산을 넘어가고 있는 인물들이 그려져 있다.

## 1531년의 독서당계회도
같은 곳을 그린 〈독서당계회도〉를 일본의 개인이 소장하고 있다. 이 그림은 1531년에 그려진 것으로 독서당계회도와 비교했을 때 산수가 여전히 작품의 중심요소이긴 하지만 독서당 건물이 눈에 띌 만큼 상세히 그려져 있음을 확인할 수 있다. 일본 개인소장의 〈독서당계회도〉는 보다 확장된 시야에서 독서당을 조망하고 있는 작품으로 일반 산수화라 할 수 있을 만큼 산수 중심으로 작품이 제작되어 있다. 한강 건너편에서 독서당 쪽의 산수를 두루 묘사하고 있는 작품으로 독서당은 안개에 가려있어 지붕만으로 그 위치를 가늠할 수 있다. 같은 곳을 대상으로 한 두 작품간의 이와 같은 양식적 차이는 화가 개인의 화풍차로 해석할 수도 있으나, 약 40년이라는 시간차에서 기인한 계회도 양식의 변화로 볼 수 있을 것이다.

## 평가
〈독서당계회도〉는 짧은 선과 점들로 묘사된 산의 모습에서 안견파 화풍(安堅派畵風)의 여운이 나타나고 있어 이 시기 화풍 연구에 중요한 자료가 되고 있다. 또한 조선 초기에 실제 경치를 대상으로 제작된 이와 같은 계회도들은 조선 후기 진경산수화의 연구에 있어서도 중요한 자료적 가치를 지닌다.

## 참고 자료
본 문서에는 서울특별시에서 지식공유 프로젝트를 통해 퍼블릭 도메인으로 공개한 저작물을 기초로 작성된 내용이 포함되어 있습니다.